# Alvin Thomas
Alvin Thomas (Trinidad y Tobago, 17 de noviembre de 1966) es un exfutbolista de Trinidad y Tobago que jugó en la posición de defensa.

## Carrera

### Club
Jugó toda su carrera con el Malta Caribs de 1986 a 2000.

### Selección nacional
Jugó para Trinidad y Tobago en 19 ocasiones de 1990 a 1996 y anotó dos goles, uno de esos goles fue en la victoria por 2-1 sobre Costa Rica en la Copa de Oro de la Concacaf 1991 en Pasadena, California. También jugó en la Copa de Oro de la Concacaf 1996.